# Montecopiolo
Montecopiolo (im gallomarchesischen Dialekt: Mont Cupiùl oder Cupiòl) ist eine italienische Gemeinde (comune) mit 1035 Einwohnern (Stand 31. Dezember 2023) in der Provinz Rimini in der Region Emilia-Romagna. Die Gemeinde liegt etwa 30 Kilometer südwestlich von Rimini und etwa 25 Kilometer nordwestlich von Urbino am Parco naturale regionale del Sasso Simone e Simoncello und grenzt unmittelbar an die Provinz Pesaro und Urbino (Marken). Der Verwaltungssitz der Gemeinde befindet sich im Ortsteil Villagrande.

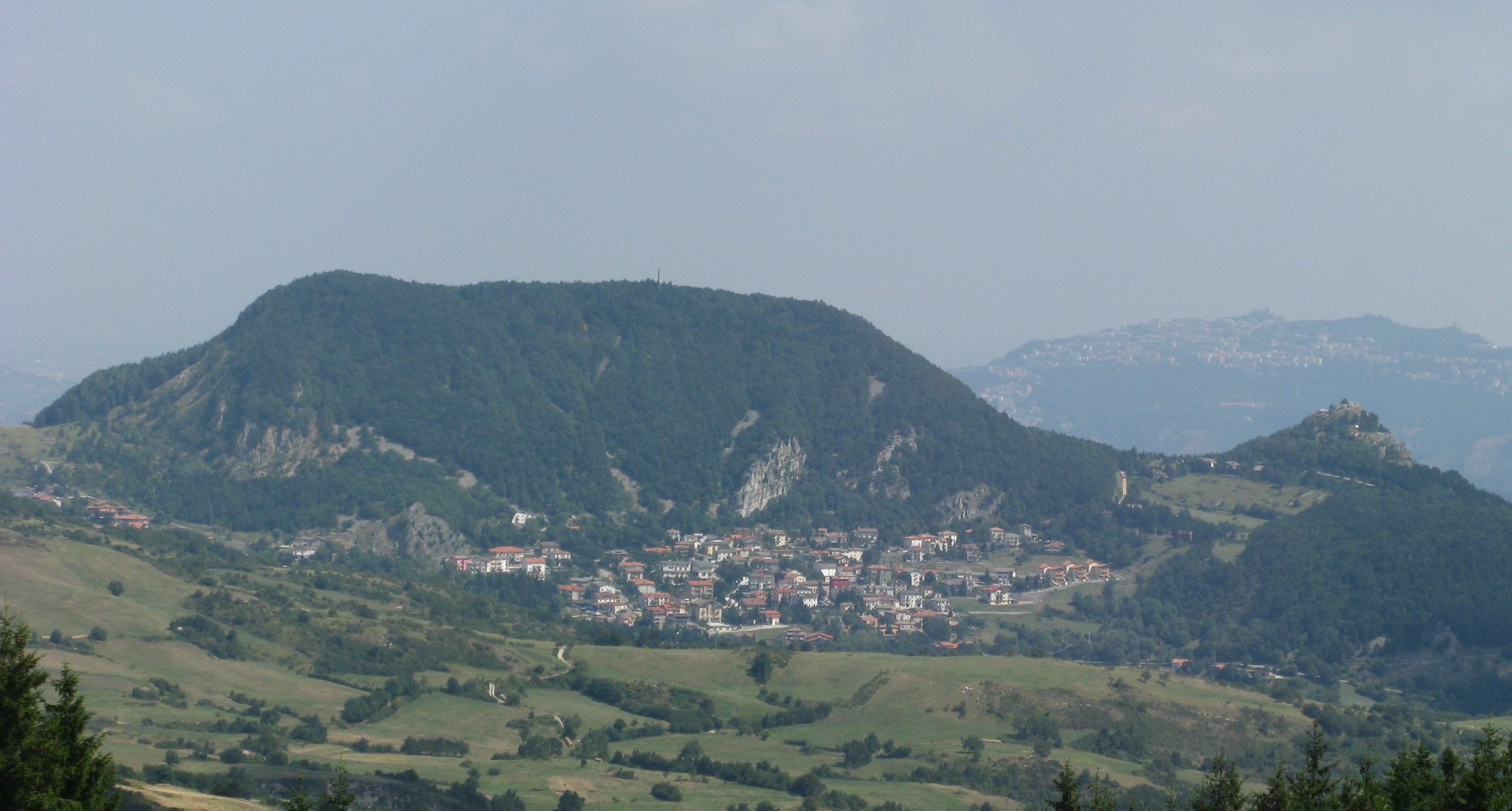
Panorama von Montecopiolo mit der Burgruine (rechts)

## Gemeindepartnerschaft
Montecopiolo unterhält eine Partnerschaft mit der französischen Gemeinde Mont-Saint-Martin im Département Meurthe-et-Moselle.

## Geschichte
1140 erhielt Antonio († 1184?) aus dem alten Geschlecht der Herren von Carpegna in einer Erbteilung mit seinen Brüdern Guido und Galeazzo das Schloss Montecopiolo. Später erwarb er auch die Burg San Leo, deren Burgfelsen seit der Antike den Namen Mons Feretrius führte, nach dem die Region Montefeltro benannt ist. 1155 ernannte ihn Kaiser Friedrich Barbarossa zum Reichsvikar für Urbino; vermutlich führte er auch den Titel eines Herrn von Montefeltro. Sein Sohn Montefeltrano I. (ca. 1135 – 1202) wurde zum Grafen von Montefeltro erhoben und dessen Söhne 1213 auch mit der Grafschaft Urbino belehnt. Das Haus Montefeltro stieg mit Federico da Montefeltro 1443 zu Herzögen von Urbino auf, starb jedoch mit dessen Sohn Guidobaldo da Montefeltro aus. Das Herzogtum fiel 1508 an den Sohn seiner Schwester Giovanna, Francesco Maria I. della Rovere, wodurch auch Montecopiolo an das Haus Della Rovere kam. Francesco Maria wurde durch Lorenzo di Piero de’ Medici aus Urbino vertrieben und konnte das Herzogtum erst nach dessen Tod 1521 zurückerobern, wobei er die Burg Montecopiolo aus Ausgangspunkt nahm. Nach dem Tod des Francesco Maria II. della Rovere 1631 fiel das Herzogtum Urbino an den Kirchenstaat. Die Burg Montecopiolo wurde noch bis ins 18. Jahrhundert bewohnt, verfiel dann aber zur Ruine.
Bis zum 16. Juni 2021 gehörte Montecopiolo zur Provinz Pesaro und Urbino in der Region Marken und wechselte dann zusammen mit Sassofeltrio Provinz und Region.